# 広江椿在門
広江 椿在門（ひろえ ちんざえもん、1818年〈文政元年〉 - 1883年〈明治16年〉）は、越後国三島郡岡村古新田（現在の新潟県長岡市緑町）の村役人（庄屋）。信濃川に架けられた最初の橋である長生橋の架橋に尽力した。

## 経歴

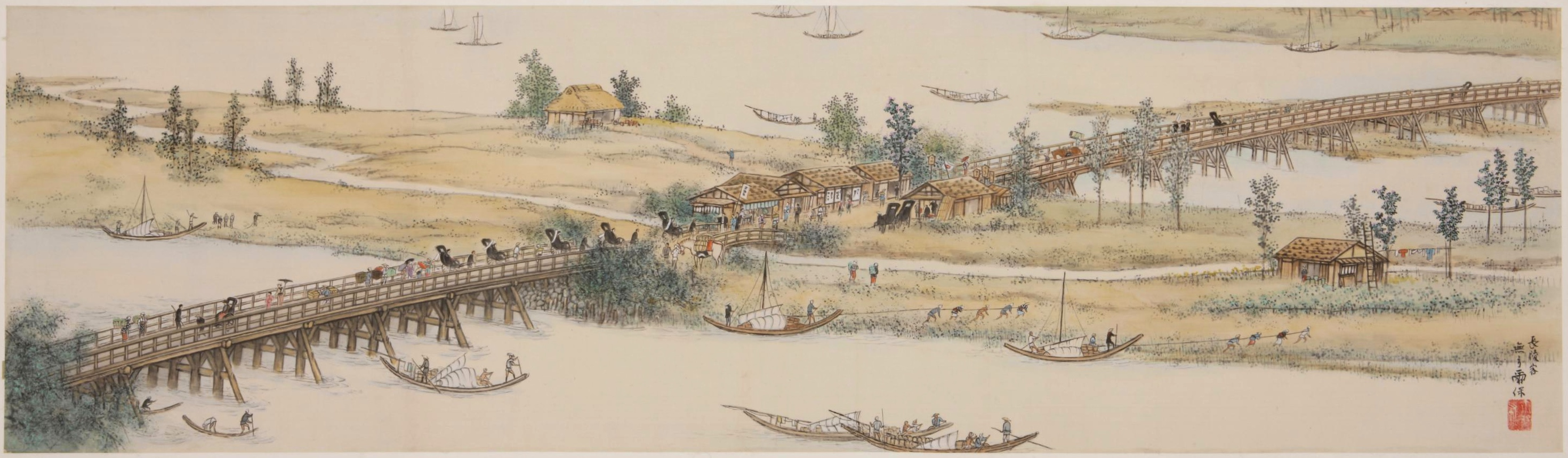
初代の長生橋を描いた『長生橋之図』。水島爾保布画。（長岡市立中央図書館所蔵）

かつての信濃川は激流のため橋梁がなく、渡し船があったもののそれも激しい流れで転覆することがあり、渡航は困難を極めていた。それを見かねた椿在門は元々土木技術にある程度知識を持っていたことから架橋を決意し、1873年（明治6年）に上京し、東京や横浜にて橋づくりを学んだ。1874年（明治7年）12月には橋梁架設願を県に提出、翌1875年（明治8年）8月には県からの許可が下り、棟梁には西蒲原郡和納村（のちの岩室村、現在の新潟市西蒲区）の川崎甚蔵が選ばれ工事に着工した。工事は1876年（明治9年）4月に始まったものの激流に困難を極め、椿在門も私財のすべてを投げ打ったが、病気で資金調達もままならなくなった。しかし池津村（現在の小千谷市）の堀井弥十郎が資金を引受け、同年10月に無事完成した。
1883年（明治16年）、椿在門が亡くなった以降は架橋に全財産を投げ打っていたこともあり、一族は長岡を離れていった。1895年（明治28年）十三回忌の際には椿在門の孫である一事郎の手によって信濃川架橋創業旌功碑が建立された。同碑の文は田中春回がつくり、文字は山田耕治郎が書いた。